# 자타카
《자타카(Jataka)》 또는 《본생담(本生譚)》은 팔리어로 쓰인 고대 인도의 불교 설화집이다.
석가모니의 전생(前生)의 이야기, 즉 고타마 붓다가 석가족(釋迦族)의 왕자로 태어나기 이전, 보살로서 생을 거듭하는 사이에 천인(天人) · 국왕 · 대신 · 장자(長子) · 서민 · 도둑 또는 코끼리 · 원숭이 · 공작 · 물고기 등의 동물로서 허다한 생을 누리며 갖가지 선행 공덕(善行功德)을 행한 이야기 547종을 수집했고, 기원전 3세기경부터는 당시의 민간 설화를 모아 불교적 색채를 가하여 성립되었다. 한 사람의 소작(所作)이라고는 생각되지 않는다.

## 개요
불교 경전에는 다양한 전세(前世)의 인연 이야기가 설해지고 주로 석가모니 부처의 전세에서의 인연을 밝히고 현세(現世)나 내세(来世)를 설하고 있다. 이를 자타카라고 부르는데, 넓은 의미로는 석가모니 부처뿐 아니라 석가모니의 제자나 보살 등의 전세의 인연도 포함해서 자타카 또는 본생담으로 부르는 경우도 있다. 
그러나 본래 자타카란 특별한 형식과 내용을 갖춘 오래된 문학의 종류를 칭해서 부르는 것이었다. 또한 한역 불전으로는 이들 불경을 『본생경』(本生經)이라 총칭하며 팔리어 불전에는 22편으로 나뉘어 총 547개의 이야기가 자타카로써 수록 되어 있다. 이들 이야기의 형식에는 현세 이야기 ・ 전세(前世) 이야기 ・ 그 결과(또는 내세 이야기)라는 삼세(三世)로 구성되어 있다. 산문과 운문으로 구성되어 있고 기원전 3세기 무렵 고대 인도에서 전승되고 있던 설화 등을 토대로 하며 거기에 불교적인 내용이 부가되어 성립되었다고 여겨지고 있다. 
그럼에도 불구하고 불교가 인도에서 각지로 전파되고 세계 각지의 문학에도 영향을 주어 『이솝 우화』나 『아라비안 나이트』에도 이 자타카의 이야기 구성 형식이 채용되어 있다고 여겨진다. 한국의 《삼국사기》 및 《삼국유사》에 실려 있는 구토지설(龜兎之設), 일본의 『곤자쿠 이야기집』(今昔物語集)의 「달의 토끼」 등도 이 자타카를 기본으로 하고 있다. 
일본 호류지(法隆寺)에 소장된 옥충주자(玉虫厨子)에는 자타카 이야기로써 시신문게도(施身聞偈図)의 설산 왕자(雪山王子)나 사신사호도(捨身飼虎図)의 살타왕자(薩埵王子)가 그려져 있는 것이 알려져 있다. 

## 같이 보기
- 이솝 우화
- 판차탄트라
- 푸라나

## 참고 문헌
- 이 문서에는 다음커뮤니케이션(현 카카오)에서 GFDL 또는 CC-SA 라이선스로 배포한 글로벌 세계대백과사전의 내용을 기초로 작성된 글이 포함되어 있습니다.